# نيكو بولزيتي
نيكو بولزيتي (بالإيطالية: Nico Pulzetti)‏ (مواليد 13 فبراير 1984 في ريميني - إيطاليا) لاعب كرة قدم إيطالي يلعب حاليا لصالح نادي الدرجة الأولى ليفورنو الإيطالي منذ 2007 في مركز الوسط المهاجم .

## روابط خارجية
- نيكو بولزيتي على موقع قاعدة بيانات كرة القدم.إي يو (الإنجليزية)
- نيكو بولزيتي على موقع Soccerway.com (الإنجليزية)
- نيكو بولزيتي على موقع عالم كرة القدم.نت (الإنجليزية)
- نيكو بولزيتي على موقع كووورة
- نيكو بولزيتي على موقع AS.com (الإسبانية)